# Championnat de Côte d'Ivoire de football de division régionale
Le Championnat de Côte d'Ivoire de football de division régionale est une compétition annuelle, organisée par la FIF, mettant aux prises 80 clubs de football en Côte d'Ivoire. Il s'agit du 4e niveau de l'organisation pyramidale du football en Côte d'Ivoire après la MTN Ligue 1, la MTN Ligue 2 et le Championnat de Côte d'Ivoire de football de 3e division.
Les clubs sont répartis en seize poules de quatre, cinq ou six clubs. À l'issue de la compétition, trois clubs sont promus en Championnat de Côte d'Ivoire de football de 3e division, deux équipes de l'intérieur du pays et une équipe de la région d'Abidjan.

## Liens
- Championnat de football de Côte d'Ivoire
- Resultats et classement du Championnat de Division Regionale CI